# New York Harp Ensemble-diszkográfia
Ez a szócikk a New York Harp Ensemble hárfás kamaraegyüttes hangfelvételeit (lemezek, kazetták, CD-k) mutatja be. A felvételek 1974 és 1990 készültek Amerikában, illetve a Hungarotonnál. Alatta külön lista mutatja be a lemezeken szereplő zeneszerzőket.

## A New York Harp Ensemble felvételei
- New York Harp Ensemble, Vol. I, Golden Crest Quadrophonic, CRS 4121
- New York Harp Ensemble, Vol II, Golden Crest Quadrophonic, CRS 4130
- 18th Century Concerti and Strings, Musical Heritage Society, 3320 és 5320 Stereo Cassette
- XVIII Century Music for Harp Ensemble, Musical Heritage Society, 3239 és 5239 Stereo Cassette
- Contemporary Music for Harp Ensemble, Musical Heritage Society, 1184 és 2100 Stereo Cassette
- Contemporary Music for Harp and Strings, Musical Heritage Society, 3370 (Solo: von Würtzler)
- American Cavalcade: Music For Harp Ensemble, Musical Heritage Society, 3307
- Romantic Music for Harp Ensemble and Solo Harp, Musical Heritage Society, 3611 és 5611 Music Stereo Cassette (Solo: von Würtzler)
- Musical Memories, Vol. I., Musical Heritage Society, 3670 és 5670 Stereo Cassette
- Christmas with New York Harp Ensemble, Musical Heritage Society, 3483 és 5483 Stereo Cassette (Solo: von Würtzler)
- An Evening with the New York Harp Ensemble, Musical Heritage Society, 3890 (Solo: von Würtzler)
- Musical Memories, Vol. II., Musical Heritage Society, 4259 és 6259 Stereo Cassette (Solo: von Würtzler)
- Rhapsody for Harp and Orchestra, Musical Heritage Society, 4387 (Solo: von Würtzler)
- Mostly Concertos, Musical Heritage Society, 4260 (Solo: von Würtzler)
- The New York Harp Ensemble, Hungaroton, SLPX 12726, MK 12726 és HCD 12726 Stereo
- A Pastoral Christmas, MusicMasters, MMD 20098A, MMC 40098Z Stereo Cassette és CD MMD 60098Y Compact Disc
- A Pastoral Christmas with NYH Ensemble, Musical Heritage Society, 4610 Digital-Stereo és 6611 Digital-Stereo Cassette
- Weinachtliche Harfenmusik NYHE and Pro Arte Chamber Orchestra, Orfeo, Stereo-Digital-S 122 841 B (conductor: Aristid von Würtzler)
- Éva Marton with the New York Harp Ensemble, Hungaroton, SLPD 12939, MK 12939 és HDC 12939
- Hungaroton Highlights, 1987-88, Hungaroton, HCD 1661

## Szerzők
A New York Harp Ensemble (New York-i Hárfaegyüttes) lemezein szereplő zenészekː
- Isaac Albeniz (1860-1909)
- Tomaso Albinoni (1671-1750)
- Johann Georg Albrechtsberger (1736-1809)
- Johann Christian Bach (1735-1782)
- Johann Sebastian Bach (1685-1750)
- Bartók Béla (1881-1945)
- Ludwig van Beethoven (1770-1827)
- Hector Berlioz (1803-1869)
- Leonard Bernstein (1918-1990)
- Gérard Bertouille (1898-1981)
- Luigi Boccherini (1743-1805)
- Peggy Stuart Coolidge (1913-1981)
- Arcangelo Corelli (1653-1713)
- Jean-Michel Damase (1928-2013)
- Claude Debussy (1862-1918)
- Léo Delibes (1836-1891)
- Auguste Durand (1830-1909)
- Antonín Dvořák (1841-1904)
- Manuel De Falla (1876-1946)
- Nicolas Flagello (1928-1994)
- Frid Géza (1904-1989)
- George Gershwin (1898-1937)
- Reinhold Glière (1875-1956)
- Charles Gounod (1818-1893)
- Enrique Granados (1867-1916)
- André Grétry (1741-1813)
- Edvard Grieg (1843-1907)
- Georg Friedrich Händel (1685-1759)
- Alan Hovhaness (1911-2000)
- Scott Joplin (1868-1917)
- Aram Hacsaturján (1903-1978)
- Kodály Zoltán (1882-1967)
- Ernesto Lecuona (1895-1963)
- Liszt Ferenc (1811-1886)
- Francesco Manfredini (1684-1762)
- Alessandro Marcello (1673-1747)
- Benedetto Marcello (1686-1739)
- Felix Mendelssohn Bartholdy (1809-1847)
- Wolfgang Amadeus Mozart (1756-1791)
- Pietro Nardini (1722-1793)
- Johann Pachelbel (1653-1706)
- Maurice Ravel (1875-1937)
- Max Reger (1873-1916)
- Henriette Renié (1875-1956)
- Samuel Rousseau (1853-1904)
- Camille Saint-Saëns (1835-1921)
- Adnan Saygun (1907-1991)
- Domenico Scarlatti (1685-1757)
- Serly Tibor (1901-1978)
- Franz Schubert (1797-1828)
- Robert Schumann (1810-1856)
- Bedřich Smetana (1824-1884)
- Johann Strauss Jr. (1825-1899)
- Elias Tanenbaum (1924-2008)
- Giuseppe Tartini (1692-1770)
- Joaquín Turina (1882-1949)
- Giuseppe Valentini (1681-1753)
- Heitor Villa-Lobos (1887-1959)
- Antonio Vivaldi (1678-1741)
- Józef Wiłkomirski (1926-2020)
- Würtzler Arisztid (1925-1997)
- Albert Zabel (1834-1910)